# Papaverales
Ordinul Papaverales face parte din clasa Magnoliatae. El cuprinde în special plante erbacee, arbuști. Rar întâlnim în acest ordin arbori, care de obicei sunt de talie mică.